# Рецо
Рецо (итал. Rezzo) је насеље у Италији у округу Империја, региону Лигурија.
Према процени из 2011. у насељу је живело 237 становника. Насеље се налази на надморској висини од 554 м.

## Становништво
Према резултатима пописа становништва 2011. у општини је живело 371 становника.
| 1931. | 1936. | 1951. | 1961. | 1971. | 1981. | 1991. | 2001. | 2011. |
| ----- | ----- | ----- | ----- | ----- | ----- | ----- | ----- | ----- |
| 1.373 | 1.286 | 1.116 | 816   | 706   | 559   | 461   | 393   | 371   |